# 田庄乡 (汝城县)
田庄乡，是中华人民共和国湖南省郴州市汝城县一个已经撤销的乡镇级行政单位。

## 行政区划
田庄乡下辖以下地区：
文泉村、乾甫村、塘丰村、蔡家村、白泥坳村、田庄村、上塘村、集裕村、洪流村、新联村和新复村。